# Robert Lovell (Naturforscher)
Robert Lovell (auch: Lovel, * um 1630 in Lapworth, Warwickshire; † November 1690 in Coventry, Warwickshire) war ein englischer Naturforscher.

## Leben und Wirken
Lovell ist ein Sohn von Benjamin Lovell (* 1607/8), Rektor von Lapworth, und dessen erster Frau Mary Godwin († 1658). Sein Bruder ist Sir Salathiel Lovell (1631/2–1713).
Er begann am Christ Church College in Oxford zu studieren. Am 16. Dezember 1650 machte er dort seinen Abschluss als Bachelor of Arts (B.A.) und am 21. Juni 1653 als Master of Arts (M.A.).
Noch in Oxford erschienen seine beiden Werke Pambotanologia (1659) und Panzooryktologia (1661). Pambotanologia ist, anders als der Untertitel A compleat herball verspricht, kein Kräuterbuch, sondern eine Pharmakopöe. Das Karl II. gewidmete Werk beruht auf der „Vier-Säfte-Lehre“ von Galenos. Lovell zitiert darin etwa 250 Autoren, ohne selbst Wesentliches beizutragen. Die nicht im Kräutergarten der Universität Oxford (Physic Garden) wachsenden Pflanzen machte er durch einen Stern kenntlich. Die zweiteilige Panzooryktologia beschäftigt sich mit Tieren und Mineralien. Die Abschnitte über Vögel und Fische beruhen größtenteils auf Thomas Muffets postum 1655 von Christopher Bennet (1617–1655) herausgegebenem Werk Healths improvement.
In Coventry praktizierte Lovell später als Arzt. Er wurde in der Holy Trinity Church von Coventry bestattet.

## Schriften
- ΠΑΜΒΟΤΑΝΟΛΟΓΙΑ [Pambotanologia]. Sive Enchiridion botanicum. Or, A compleat herball. Oxford 1659 (Volltext).
  - 2. Auflage, Oxford 1665 (Digitalisat, Digitalisat).
- ΠΑΝΖΩΟΡΥΚΤΟΛΟΓΙΑ [Panzooryktologia]. Sive Panzoologicomineralogia. Or a Compleat History of Animals and Minerals. Oxford 1661 (Digitalisat, Volltext).